# 36 дом по улице Красных Орлов
36 дом по улице Красных Орлов — особняк в историческом центре Каменска-Уральского, Свердловской области.
Постановлением Правительства Свердловской области № 859-ПП от 28 декабря 2001 года присвоен статус памятника архитектуры регионального значения.

## Архитектура
Здание расположено в исторической части города на пересечении улиц Революционной и Красных Орлов (бывшая Верхняя Новая). Революционная напрямую ведёт к Храму Покрова Пресвятой Богородицы и городскому кладбищу.
Особняк был возведён в конце  XIX века. Двухэтажное здание квадратное в плане выделяется пятой стеной, шириной в одно окно между восточным и южным фасадами. Дополнительная стена ориентирована прямо на перекрёсток. Визуально эта стена является центром дома, восточный и южный фасады идентичны и создают симметрию. На каждом из них на обоих ярусах по четыре окна.
В архитектуре здания выделяются эклектика, классика и модерн. Внешние стены выполнены в кирпичном стиле с ярким кружевом. Узоры выполнены из красного лекального кирпича. Аттик непрерывен по всем стенам. По южной и юго-восточной сторонам по центру аттика размещено шестилепестковое солнце. Выше него протянут фигурный кант, объединяющий стены в общую композицию. Ниже выложен кирпичный карниз с прямоугольными выемками-«сухарями». Оконные проёмы венчает округлое лучковое завершение. Каждое окно щедро декорировано сандриками с навершием из пары дуг. Все стены за исключением юго-восточной завершены лопатками по форме схожими с прямоугольными колоннами. Среднюю стену обосабливают полукруглые пилястры. Западный и северный дворовые фасады оформлены скромнее, аттик отсутствует, количество окон уменьшено до двух. Окна выполнены без декора. Фундамент высокий на бутовом камне.
Данных по владельцу и архитектору дома не сохранилось.